# Windows Live Photos
 (septembre 2020).
Si vous disposez d'ouvrages ou d'articles de référence ou si vous connaissez des sites web de qualité traitant du thème abordé ici, merci de compléter l'article en donnant les références utiles à sa vérifiabilité et en les liant à la section « Notes et références ».
Windows Live Photos est un service gratuit de stockage et de partage de photos en ligne.
Le service permet aussi à l’utilisateur de grouper ses photos en albums.
Ce service fait partie de la suite de services en ligne Windows Live de Microsoft. Le service permet, au moyen d’un navigateur Web, de télécharger des photos sur un serveur de Windows Live, de les récupérer sur son ordinateur au besoin et de les partager avec des amis ou avec tous les internautes.
Ce service est une manifestation du concept d’informatique dans les nuages.

## Caractéristiques
L'utilisateur accède à ses albums dans Windows Live Photos au moyen de l’identifiant et du mot de passe Windows Live ID. L’utilisateur peut spécifier, pour chacun de ses albums, si l’accès à l’album est privé, ouvert à des internautes spécifiques ou ouvert à tous les internautes. L’accès conféré à des internautes spécifiques peut permettre la lecture seulement ou la lecture et l’écriture.
L’internautes qui veut accéder aux albums non privés d'un utilisateur de Windows Live Photos n’a pas à posséder un identifiant Windows Live ID. Il lui suffit d'utiliser un lien qui lui a été envoyé par courrier électronique par le propriétaire des albums. En plus de visionner les photos, le visiteur peut laisser des commentaires sur les photos s’il est muni d’un identifiant Windows Live ID.
Le service, qui est intégré à Windows Live SkyDrive, offre actuellement 25 Go d'espace de stockage gratuit pour l'ensemble des fichiers et des photos enregistrés sur Windows Live SkyDrive et Windows Live Photos. La taille maximale des photos est de 50 Mo. Dans la version de base, cinq photos peuvent être téléchargés à la fois. En option, l’installation d’un outil ActiveX gratuit permet le téléchargement d’un plus grand nombre de fichiers tout en permettant le téléchargement par glisser-déposer à partir de l'Explorateur Windows.
Les photos enregistrées sur Windows Live Photos peuvent être téléchargés dans Windows Live Photo Gallery ou en tant que fichier ZIP, tout en conservant les commentaires associés aux photos. Les visiteurs peuvent aussi voir les métadonnées EXIF des photos comme les informations sur la caméra utilisée pour prendre les photos. Les photos peuvent être visualisées en mode diaporama plein écran en utilisant Silverlight.
Il est possible de s'abonner à des flux RSS indiquant les changements au contenu des dossiers publics de Windows Lie Photos. Les flux contiennent un aperçu des fichiers ajoutés aux dossiers. 
Des albums complets peuvent être téléchargés en un seul fichier. Cette fonction se trouve dans le menu déroulant « Plus ».

## Historique
Windows Live Photos a été introduit le 2 décembre 2008.
Originellement, Windows live Photos faisait partie du service Windows Live Spaces. Depuis, le service a été intégré à Windows Live SkyDrive et partage son espace de stockage avec ce service.